# Université du Sud-Ouest
L'université du Sud-Ouest est une université généraliste située à Chongqing, en République populaire de Chine.

## Personnalités y ayant étudié
- Yuan Longping, agronome spécialiste du riz, précurseur de ses hybrides F1.